# إيرني بوث
إيرني بوث (بالإنجليزية: Ernie Booth)‏ هو لاعب اتحاد الرغبي نيوزيلندي، ولد في 24 فبراير 1876 في أوتاغو في نيوزيلندا، وتوفي في 18 أكتوبر 1935 في كرايستشرش في نيوزيلندا.

## وصلات خارجية
- إيرني بوث عل موقع إسبنسكروم (الإنجليزية)